# Oregon Institute of Technology

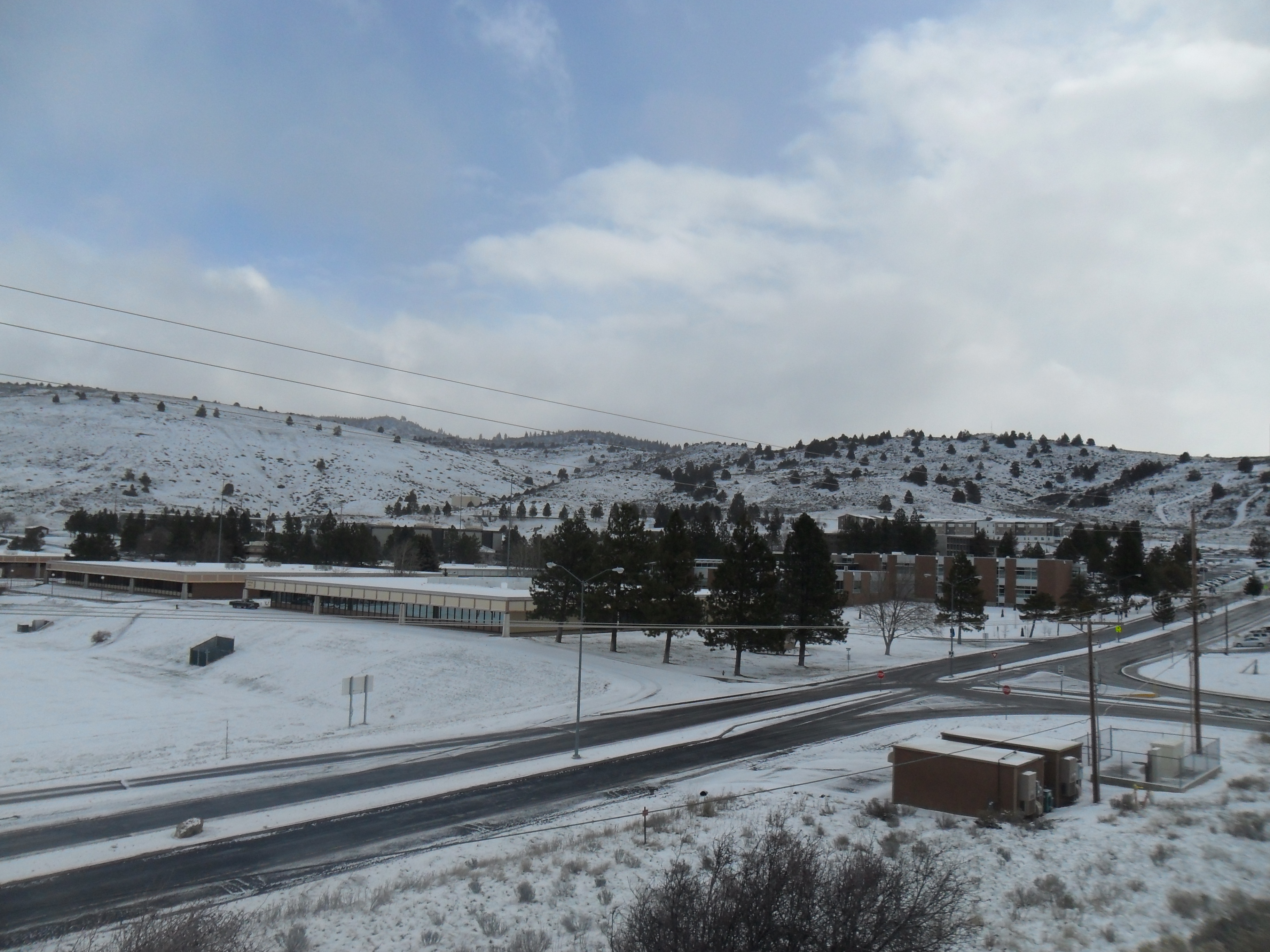
Hauptcampus im Winter

Oregon Institute of Technology abk. Oregon Tech oder OIT ist eine staatliche Technische Hochschule in Oregon und die einzige Technische Hochschule im Nordwesten der Vereinigten Staaten. Der Hauptcampus befindet sich in Klamath Falls im US-Bundesstaat Oregon. Weitere Campus befinden sich in Portland und Salem. Mit Schwerpunkt werden technische Studiengänge und Studien im Gesundheitsbereich angeboten.

## Geschichte
Die Hochschule wurde 1947 als Oregon Vocational School gegründet um heimkehrenden Veteranen des Zweiten Weltkriegs eine Berufsausbildung zu ermöglichen. Die ersten Vorlesungen wurden in einem ehemaligen Militärkrankenhaus des United States Marine Corps nordwestlich von Klamath Falls durchgeführt. 1953 umbenannt in Oregon Technical Institute, fand eine erste akademische Ausbildung statt, die mit einem Associate Degree abschloss. Der Hauptcampus zog 1964 in die heutige Einrichtung um und 1973 erhielt das Institut seinen gegenwärtigen Namen.

## Organisation und Studium
Wie an US-amerikanischen Hochschulen üblich ist diese Hochschule in Schulen gegliedert:
- School of Engineering, Technology and Management
- School of Health, Arts and Sciences

Der weit überwiegende Teil der Studenten erwirbt einen Associate Degree oder einen Bachelor of Science. Zusätzlich werden einige Abschlüsse mit Master angeboten.